# VMware Fusion
VMware Fusion是VMware为蘋果电脑开发的虚拟机程序，它允许用戶在中央处理器為英特尔或Apple Ｍ系列晶片的蘋果电脑的MacOS操作系统上運行其他操作系統，例如Microsoft Windows、Linux、NetWare、Solaris等。VMware Fusion 1.0于2007年8月6日发布。
2024年5月14日，博通宣布VMware Fusion Pro改為個人免費使用，並宣布VMware Fusion Player停產。

## 更多閱讀
- Griffiths, Rob. . Macworld. June 2008, 25 (6): 66  [2020-08-25]. （原始内容存档于2021-06-14）.
- Roy, Michael. . Birmingham, UK: Packt Publishing（英语：Packt Publishing）. 2014. ISBN 9781782177883. OCLC 871189802.
- Silverman, Dwight. . . Berkeley, Calif.: Peachpit Press（英语：Peachpit Press）. 2008: 77–108. ISBN 9780321535061. OCLC 213384303.
- Taylor, Dave. . Linux Journal（英语：Linux Journal）. May 2008, (169): 80–83  [2020-08-25]. （原始内容存档于2021-04-18）.

## 另見
- 虚拟桌面
- 硬件虚拟化
- 磁盘映像

## 外部鏈接
- 官方网站